# Rhaphiptera lavaissierorum
Rhaphiptera lavaissierorum är en skalbaggsart som beskrevs av Henri Dalens och Tavakilian 2007. Rhaphiptera lavaissierorum ingår i släktet Rhaphiptera och familjen långhorningar. Inga underarter finns listade i Catalogue of Life.